# GNU/Linux
GNU/Linux – tym mianem określa się często uniksopodobny system GNU z jądrem Linux. Korzysta on z jądra Linux, gdyż jądro GNU Hurd tworzone przez GNU jest wciąż w fazie rozwojowej. Zazwyczaj jednak, w mowie fachowej i potocznej, wspomniany system jest określany tylko jednym wyrazem – Linux.
Kontrowersje związane z nazwą systemu operacyjnego opartego na jądrze Linux i m.in. oprogramowaniu GNU powstały, gdy Richard Stallman, założyciel Free Software Foundation i projektu GNU, zaczął promować nazwę „GNU/Linux”. Podkreśla ona duży wkład projektu GNU dla większości istniejących systemów z Linuksem (np. kompilatory, biblioteki, parsery).
Z kolei przeciwnicy tego podejścia przypominają, że w przeciętnej dystrybucji jest też wiele oprogramowania powstałego w innych, niezależnych od FSF, projektach (np. środowisko graficzne KDE). Proponują oni aby kompletny system operacyjny nazywać po prostu „Linux”, choć samego Linuksa w takiej dystrybucji jest jeszcze mniej niż pakietów GNU.
W odpowiedzi na powyższe Stallman wyjaśnia, że FSF zasługuje na wyróżnienie za powołanie do życia systemu operacyjnego GNU jako całości, nie zaś za każdy program z osobna będący jego częścią. Przypomina, że system operacyjny GNU powstał w roku 1984, na lata przed początkami Linuksa.

## Dystrybucje GNU/Linuksa
Nie istnieje jedna oficjalna wersja GNU/Linuksa, wydana np. dzięki porozumieniu członków projektu GNU oraz programistów Linuksa.
Istnieje wielu niezależnych producentów, którzy do wydanego jądra Linux dodają oprogramowanie GNU oraz inne programy (np. serwer Apache, przeglądarka Firefox). Takie połączenie bibliotek i programów nazwane jest dystrybucją GNU/Linuksa.
Poszczególne dystrybucje są w bardzo różnym stopniu zgodne z założeniami projektu GNU oraz FSF. Oficjalnie aprobowanych przez FSF jest 9 dystrybucji: Dragora, Dyne:bolic, gNewSense, Guix System Distribution, Musix, Parabola GNU/Linux, PureOS, Trisquel oraz Ututo.

## Jądro Linux bez GNU
Możliwe jest wydanie systemu operacyjnego używającego jądra Linux bez użycia komponentów systemu GNU. Bibliotekę C glibc można zastąpić inną – np. uClibc, a zamiast standardowych programów GNU (Coreutils) zastosować program BusyBox. Powstają w ten sposób zazwyczaj małe wbudowane systemy przeznaczone na firewalle i do innych zastosowań. Wszyscy – włącznie z FSF – zgadzają się, że nazwa „GNU/Linux” nie ma dla nich zastosowania. Prawie wszystkie systemy biurkowe i serwerowe używają jednak składników GNU, zwłaszcza glibc, coreutils i GCC.